# Aflibercept
Aflibercept è una proteina chimerica sviluppata dalla società Regeneron Pharmaceuticals, sperimentata nel trattamento di diversi tumori solidi, quindi approvata negli Stati Uniti dalla FDA per il trattamento della degenerazione maculare umida e del carcinoma del colon-retto metastatico. In Italia al luglio 2013 il farmaco è prescrivibile in Fascia Cnn.
Si tratta di un inibitore del fattore di crescita dell'endotelio vascolare e del fattore di crescita placentare.
In Italia è venduto dalla società Sanofi-Aventis con il nome commerciale di Zaltrap nella forma farmaceutica di soluzione per infusione endovenosa in flaconi di 4 ml alla concentrazione di 25 mg/ml, e dalla società Bayer Pharma con il nome commerciale di Eylea in flaconcini da 1 ml di soluzione iniettabile contenenti 40 mg di principio attivo.

## Farmacodinamica
Aflibercept, prodotto in laboratorio mediante tecnologia del DNA ricombinante, si lega in modo specifico ai fattori di crescita dell'endotelio vascolare A e B (VEGF-A e VEGF-B) e al fattore di crescita placentare (PlGF).
Il legame del composto ai citati fattori di crescita comporta la formazione di un complesso inerte, stabile e privo di attività biologica, e ne impedisce il legame con i recettori endoteliali VEGFR-1 e VEGFR-2 sopprimendo la neovascolarizzazione e diminuendo la permeabilità vascolare. 
Questo processo, in ultima analisi, rallenta la perdita della vista (legata nella degenerazione maculare umida ad una anomala crescita di vasi sanguigni nello strato coriocapillare), o la progressione del cancro del colon-retto metastatico (il tumore abbisogna di una neoproliferazione di vasi sanguigni al fine di garantirsi l'accesso alle sostanze nutritive e all'ossigeno che ne faciliti l'ulteriore crescita).

## Farmacocinetica
A seguito di somministrazione di aflibercept per via endovenosa (alla dose di 4 mg/kg ogni due settimane) è stato calcolato un volume di distribuzione, allo steady state, pari a circa 8 litri. 
Trattandosi di una proteina, si presume che nell'organismo il composto venga degradato con produzione di peptidi di dimensioni inferiori e singoli amminoacidi.
L'aflibercept in forma libera viene eliminato soprattutto a seguito del legame al VEGF endogeno con formazione di un complesso inattivo stabile, e in misura minore attraverso il catabolismo proteolitico.

## Usi clinici
Aflibercept trova indicazione nei pazienti adulti affetti da carcinoma colorettale metastatico resistente oppure in progressione, nonostante un trattamento con oxaliplatino, in associazione ad altri farmaci antineoplastici (trattamento chemioterapico a base di irinotecan/5-fluorouracile/acido folinico - regime FOLFIRI).
È anche indicato per il trattamento, in soggetti adulti, della degenerazione maculare neovascolare correlata all'età, della riduzione visiva da edema maculare secondario a occlusione della vena centrale della retina e infine della compromissione visiva associata all'edema maculare diabetico.

## Effetti collaterali e indesiderati
Nel corso del trattamento sono stati segnalati eventi avversi di tipo gastrointestinale (stomatite, dolore epigastrico e addominale, diarrea, comparsa di proctalgia, emorroidi e talvolta rettorragia franca), epatico (incremento degli enzimi epatici AST e ALT) e respiratorio (disfonia, epistassi, rinorrea, dispnea) oltre a ipertensione arteriosa, tendenza ad emorragia, tromboembolia arteriosa e venosa.
È stato anche segnalato lo sviluppo di proteinuria, disfunzione renale con incremento della creatinina sierica, comparsa di sindrome nefrosica. 
Nei soggetti in cui il farmaco viene somministrato per iniezione intravitreale altri effetti avversi comuni sono la cataratta, il distacco retinico, il distacco del corpo vitreo, l'endoftalmite e l'aumento della pressione intraoculare.

## Controindicazioni
Il farmaco è controindicato nei soggetti con ipersensibilità nota al principio attivo, molecole affini, oppure ad uno qualsiasi degli eccipienti contenuti nella formulazione farmaceutica.
È inoltre controindicato in pazienti con processi infettivi o infiammatori attivi a carico oppure in prossimità dell'occhio.